# Вајр-Борла (Торино)
Вајр-Борла је насеље у Италији у округу Торино, региону Пијемонт.
Према процени из 2011. у насељу је живело 18 становника. Насеље се налази на надморској висини од 988 м.